# Drepanolejeunea helenae
Drepanolejeunea helenae là một loài Rêu trong họ Lejeuneaceae. Loài này được Pocs mô tả khoa học đầu tiên năm 1997.